# Stefan Thesker
Stefan Thesker, né le 11 mars 1991 à Ahaus, est un footballeur allemand. Il évolue au poste de défenseur central Holstein Kiel.

## Biographie

### En équipe nationale
Avec les espoirs, il participe au championnat d'Europe espoirs en 2013. Lors de cette compétition, il joue trois matchs : contre les Pays-Bas, l'Espagne et la Russie.